# Sant'Angelo a Porta Labicana
Sant'Angelo a Porta Labicana, även benämnd Sant'Angelo presso Santa Croce in Gerusalemme, var en kyrkobyggnad i Rom, helgad åt ärkeängeln Mikael. Kyrkan var belägen vid dagens Porta Maggiore (tidigare Porta Labicana) i Rione Esquilino. Kyrkans plats var tidigare belägen i Rione Monti.

## Kyrkans historia
Det är inte känt vilket år Sant'Angelo-kyrkan uppfördes, men den omnämns i ett dokument från år 1375 som ”S. Angeli prope S. Crucis in Hierusalem”, vilket innebär att den var belägen i närheten av basilikan Santa Croce in Gerusalemme. Sant'Angelo byggdes i ruinerna av Helenas termer, en badanläggning uppförd på initiativ av Konstantin den stores mor Helena.
Kyrkan nämns i Il Catalogo del 1570, utgiven under påve Pius V:s (1566–1572) pontifikat; katalogen anger kyrkan som ”ruinata”, det vill säga ”förfallen” eller ”förstörd”. Därutöver omnämns kyrkan i den italienske skulptören Flaminio Vaccas Memorie di varie antichità trovate in diversi luoghi della città di Roma, publicerad år 1594.
Sant'Angelo a Porta Labicana revs i slutet av 1500-talet.

## Omnämningar i kyrkoförteckningar
| Katalog              | År   | Benämning                                         |
| -------------------- | ---- | ------------------------------------------------- |
| Il Catalogo del 1570 | 1570 | Una chiesa ruinata in una vigna vicina a S. Croce |